# Rumi Kasahara
Rumi Kasahara (jap. 笠原 留美 Kasahara Rumi; ur. 8 marca 1970) – japońska seiyū, powiązana z agencją Aoni Production.

## Wybrane role głosowe
- 1994: Czarodziejka z Księżyca –
  - Ptilol,
  - różne postacie
- 1997: Zapiski detektywa Kindaichi – Rumi Nakajima
- 1998–2001: Pokémon –
  - Reiko,
  - Luka
- 2001: Król szamanów – Kanae
- 2003: Fullmetal Alchemist – Martel
- 2004: Detektyw Conan –
  - Misa Tsuneyama,
  - Misa Uehara
- 2004: Paranoia Agent – matka Taeko
- 2006: Demashita! Powerpuff Girls Z – Nanako
- 2009: Fresh Pretty Cure! – Inori Yamabuki
- 2015: Sailor Moon Crystal – Berthier
- 2015: Chibi Maruko-chan –
  - piosenkarka z reklamy,
  - Yuriko